# Museo Industriale Italiano
Il Museo Industriale Italiano o Regio Museo Industriale è stato un ente di formazione e museo italiano con sede a Torino, attivo tra il 1862 e il 1906. A seguito della fusione del Museo con la Regia Scuola d'Applicazione per gli Ingegneri (istituita nel 1859 a seguito della legge Casati) nacque il Politecnico di Torino. La collezione del Museo venne parzialmente distrutta in un bombardamento avvenuto nella notte tra l'8 e il 9 dicembre 1942.

## Storia

### Fondazione e primi anni
Il Regio Museo Industriale Italiano fu costituito attraverso il Decreto Regio datato 23 novembre 1862 che lo poneva sotto l'egida del Ministero dell'agricoltura, dell'industria e del commercio , «allo scopo di promuovere l’istruzione industriale e il progresso delle industrie e del commercio».
Il suo principale promotore fu il senatore Giuseppe Devincenzi, capo delegazione italiano all’Esposizione universale di Londra del 1851, il quale, proprio in occasione di questo evento, raccolse 700 casse di materiale da collezione che rappresentarono il nucleo principale del Museo e che furono incrementate negli anni soprattutto da donazioni da parte di industriali e cittadini torinesi.
Nelle intenzioni del promotore, la principale vocazione del Museo doveva essere quella della formazione ed educazione industriale secondo i principi e i metodi del positivismo, utilizzando il materiale da collezione per stimolare l’interesse della popolazione e della classe dirigente verso le novità provenienti dall’estero.
Nell'ideazione del Regio Museo, Giuseppe Devincenzi prese ispirazione da realtà estere che avevano già acquistato credibilità e autorevolezza nella formazione e valorizzazione del sapere industriale come il South Kensinton Museum ma soprattutto il Conservatoire national des arts et métiers.
Il progetto, tuttavia, prese veramente vita solo nel 1865, anno in cui al Museo venne fornita una sede. Fino a quel momento, infatti, le casse di materiale raccolto da Devincenzi erano state temporaneamente conservate presso uno stabile in via Gaudenzio Ferrari, luogo in cui risiedeva il Museo civico d'arte antica. Nel 1869 terminarono le operazioni di spostamento dei primi corsi di insegnamento e della collezione presso un edificio governativo, in precedenza sede del Ministero della Guerra (ma ancor prima Collegio delle Province ed in origine monastero, il Convitto delle Convertite) sito nella attuale via Cavour, resosi disponibile a seguito dello spostamento della capitale a Firenze (avvenuto nel 1865).
L'intenzione di affermarsi come polo formativo della nuova classe industriale del Paese si scontrò con un'iniziale incertezza, riflesso, del resto, dell’incertezza generale sulla formazione tecnica e professionale in Italia in quel periodo, divisa tra Ministero della Pubblica Istruzione, Ministero dell'agricoltura, dell'industria e del commercio e iniziative locali. Gli allievi erano insegnanti di istituti industriali e professionali, direttori di industrie e imprese agricole, e ingegneri meccanici, agricoli, chimici e metallurgici. I corsi erano coordinati a quelli offerti da Università, Scuola di applicazione per gli ingegneri e l’Istituto tecnico superiore di Milano (che diventerà il Politecnico di Milano) ed erano divisi in quattro macrogruppi: materie organiche, materie inorganiche, ornamentazioni, tecnologia e meccanica.
In un primo momento il Museo rilasciava diplomi.

### I rapporti con la Regia Scuola di Applicazione per gli Ingegneri
Fin dalla fondazione, i rapporti tra il Regio Museo Industriale Italiano e la Scuola di Applicazione per gli Ingegneri di Torino furono complessi.
La Scuola, pensata per formare ingegneri per lo Stato, sul modello francese, era strutturata con un triennio di studi di matematica pura e scienze di base presso l’Università, seguito da un biennio di formazione pratica; invece i percorsi che potevano essere intrapresi presso il Museo Industriale Italiano godevano di maggiore libertà di configurazione. Il direttore della Scuola, Prospero Richelmy, temeva che il Museo potesse soppiantare la Scuola. A ciò si aggiungeva il fatto che il Ministero della Pubblica Istruzione si vedeva scavalcato dal Ministero dell’Agricoltura, Industria e Commercio nella sua funzione di direzione delle iniziative formative. Inoltre, Francesco Brioschi, direttore dell’Istituto Tecnico Superiore di Milano, mostrò ostilità nel coinvolgimento del proprio istituto.
La concorrenza di questi fattori portò all’emergere dell’esigenza di una regolamentazione più stringente del percorso formativo per gli ingegneri. Ciò portò nel 1867 a un nuovo regolamento della Scuola di applicazione per gli ingegneri e alla ridefinizione del ruolo del Museo grazie alla mediazione dell'allora vice direttore Codazza: la Scuola di Applicazione accettò il contributo del Museo nella formazione, mentre quest'ultimo rinunciò al privilegio di conferire diplomi, che divenne prerogativa esclusiva del Ministero della Pubblica Istruzione tramite la Scuola di Applicazione.

### Il nuovo corso
Tra il 1868 e il 1872, il Regio Museo Industriale Italiano abolì i corsi per direttori di industria e insegnanti, focalizzandosi su esercitazioni pratiche e insegnamenti liberi rivolti a tematiche di attualità economica e industriale che rafforzarono il carattere pluridisciplinare del Museo, il quale intratteneva un forte legame collaborativo con il Laboratorio di Economia Politica di Salvatore Cognetti de Martiis. Fulcro del nuovo corso del Museo erano i laboratori di analisi e prova, una biblioteca e un archivio specializzati, un ufficio disegni e un ufficio brevetti. I laboratori, in particolare, fornirono consulenze a privati, governo ed esercito.
Dal 1870, il Museo iniziò ad avere visibilità nazionale, ma persistevano problemi di spazi, assenza di materiale per integrare le collezioni e reperibilità delle risorse economiche (gli iscritti non superarono mai la decina per anno, mentre i frequentatori di corsi singoli non furono più di 200). Fu così che, nel 1873, il Consiglio Provinciale constatando i pochi frutti provenienti dal Museo, diede il via a un processo che portò, nel 1874, all’istituzione di una Commissione ministeriale di riforma il cui esito fu un nuovo regolamento, approvato nel 1877.

### Ultimi anni e nascita del Regio Politecnico di Torino
Il nuovo regolamento prevedeva l’istituzione di una Giunta Direttiva e la concessione di maggiori autonomie al Museo che divenne una Scuola Tecnica Normale Superiore e, insieme, una Scuola di Disegno Ornamentale e Industriale.
Sotto la direzione del presidente della Giunta Direttiva Frola, a partire dal 1897, si avviò un vasto progetto di rilancio del Museo, accompagnato da un significativo ampliamento degli spazi dedicati ad aule e laboratori. Questa rinascita portò al riacutizzarsi del conflitto con la Scuola di Applicazione. Ennesimo motivo di disputa fu, nel 1903, il controllo del corso di Ingegneria Industriale.
Nel tentativo di risolvere questa crisi, il 18 gennaio dello stesso anno fu presentato un memoriale dalla maggioranza dei professori del Museo e della Scuola, che chiedeva la fusione dei due enti e la ridefinizione dei curricula di ingegneria. Due anni dopo, il 26 giugno 1905, venne presentata una proposta di legge per l’unificazione dei due istituti. Questa proposta fu convertita in legge l’8 luglio del 1906, segnando la nascita del Regio Politecnico di Torino.

### Le sorti della sede e della collezione
Dopo la fusione con la Scuola e la conseguente nascita del Politecnico di Torino, la collezione del Museo rimase nella sua sede abituale la quale venne parzialmente distrutta in un bombardamento avvenuto nella notte tra l'8 e il 9 dicembre 1942.

## Gli inventari della collezione
Informazioni riguardanti gli inventari della collezione del Museo Industriale Italiano sono conservate in documenti presso l'Archivio Storico della Città di Torino.